# بوريس غودال
بوريس غودال (بالإسبانية: Boris Godál)‏ (27 مايو 1987 في سلوفاكيا - ) هو لاعب كرة قدم سلوفاكي في مركز الدفاع لعب سابقاً في نادي العدالة السعودي.

## روابط خارجية
- بوريس غودال على موقع قاعدة بيانات كرة القدم.إي يو (الإنجليزية)
- بوريس غودال على موقع Soccerway.com (الإنجليزية)